# انفجار السليمانية
انفجار السليمانية هو انفجار خزان غاز حدث يوم 17 نوفمبر 2022 في حي كازيوه وسط محافظة السليمانية شمالي العراق، والذي تسبب بهدم ثلاثة منازل سكنية في مجمع كويزا، وتدمير عدد كبير من السيارات والعربات، ووفقًا لمدير الدفاع المدني في السليمانية، ديار إبراهيم، تسبب الانفجار بمقتل 15 شخصاً وإصابة 13 آخرين.

## خلفيّة
تعد محافظة السليمانية العراقية من أكثر المحافظات التي تعتمد على منظومات التدفئة المستخدمة للغاز المضغوط في الخزانات. ولكن رغم ذلك يمثل إهمال معايير السلامة في قطاع النقل أو البناء، أمراً شائعاً في العراق، وهو ما يؤدي إلى تكرار حوادث مأساوية في البلد الذي تعاني أغلب بناه التحتية من التداعي. ففي نهاية تشرين الأول/أكتوبر، لقي تسعة أشخاص مصرعهم وأصيب آخرون في انفجار صهريج للغاز في بغداد. وفي حادث آخر وقع في نيسان/أبريل 2021 لقي أكثر من 80 شخصًا مصرعهم في حريق داخل مستشفى في بغداد، جراء انفجار اسطوانة أوكسجين بسبب تخزين سيئ.

## الضحايا
بعد إختتام عمليات الإنقاذ من قبل الدفاع المدني في المحافظة، وفقًا لمحافظ السليمانية، هفال أبو بكر، خلف الانفجار 15 قتيلًا وإصابة 13 آخرين، وان غالبية الضحايا من النساء والأطفال.

## السبب
ان الانفجار وقع بسبب «تسرب غاز في نظام التدفئة المنزلي»، مما أدى إلى هدم المنزل المكون من ثلاثة طوابق وتضرر منزلين مجاورين.

## ردود الفعل
- السفارة الأمريكية في العراق: أعرب السفيرة الأمريكية في العراق عن حزنها وتعازيها عبر حسابها في تويتر وقالت «تعازينا الحارة للخسائر المأساوية في الأرواح نتيجة انفجار خزان الغاز في السليمانية. نتعاطف مع عوائل الضحايا. ونتمنى الشفاء العاجل للمصابين ونعرب عن خالص تقديرنا لعمال الإنقاذ».[9]
- رئيس إقليم كردستان العراق: أعرب نجيرفان برزاني عن تعاطفه مع أهالي الضحايا، وقال «قلوبنا مع اهالي ضحايا الانفجار في السليمانية. نعزيهم ونشاطرهم الحزن، وارجو من الله ان يسكن الضحايا فسيح جناته وان يلهم اهلهم الصبر والسلوان والشفاء العاجل الجرحى».[10]
- القنصلية التركية في أربيل: قدمت القنصلية التركية في أربيل تعازيها لأسر ضحايا، وأعربت عن أسفها لوقوع ضحايا في انفجار تسرب الغاز، ودعت بالرحمة لمن فقدوا حياتهم، والشفاء العاجل للجرحى.[11]